# レズミルズ・プログラム
レズミルズ・プログラム（英: Les Mills Programs）は、ニュージーランドに本社を置く、レズミルズ・インターナショナルが考案し、世界中に発信しているグループエクササイズプログラムである。現在16アイテムあり世界70か国以上で展開され、週500万人が参加し約12,000クラブで導入されている。

## 概要
レズミルズとは、同プログラムを考案したニュージーランドのフィットネスクラブの名称であり、同クラブのオーナーで陸上競技選手でもあったレスリー・ミルズ（Leslie Roy Mills、1934年11月生）に因む。ミルズは1952年以来、夏季オリンピックやコモンウェルスゲームにおいて、約20年間に渡りニュージーランド代表選手（砲丸投げ・円盤投げ・ウエイトリフティング）として活躍した。コモンウェルスゲームスでは金メダル1個を含む合計5個のメダルを獲得している。オリンピックでのメダル獲得はないが、1960年のローマ大会ではニュージーランド選手団のキャプテン・旗手を務めたほか、1964年の東京大会では円盤投げで7位入賞を果たしている。選手引退後はコーチ業のほか、1974年から76年にかけてパプアニューギニア政府のスポーツ・ディレクターを務めたこともある。また1990年から1998年にかけてオークランド市長も務めた。実業家としての活動は1968年、妻・コリーン（1933年生まれ。2005年没）とともにオークランドに「レズミルズ・ワールドオブフィットネス」を開設、以後1980年からは子息・フィリップに実権を渡すとともに、ウェリントン、クライストチャーチ、ダニーデンにもクラブを開設した。
アルゼンチンを拠点に、世界展開しているプレコリオプログラム「ラディカルフィットネス」は、元レズミルズ・インターナショナルのスタッフによって創設されたものである。またアメリカを拠点に世界展開しているプレコリオプログラム「ボディトレーニングシステム（BTS）」は、レズミルズ・インターナショナルから分裂したスタッフによって創設されたもので、日本では「ベストフィットネスシステム（BFS）」の名称で展開されている。
名称は2007年1月に「ボディトレーニングシステム」から「レスミルズ・プログラム」に変更された。これに合わせて日本でもブランド名が「ボディトレーニングシステムズジャパン」（英: Body Training Systems Japan、略称B.T.S.J.）から「レスミルズ・ジャパン」（英: Les Mills Japan）に変更されている。レズミルズ・プログラムのロゴマークは2007年第3四半期にアーチを模したものが採用された。2008年秋からは日本でもこのロゴマークが採用されている。2010年にはアーチ部分のみを削除したものに変更された。
日本では1998年、スポーツクラブ「エグザス」を運営していたピープルにより導入された。当初は「ボディパンプジャパン」を名乗りボディパンプを実施していた。ジェクサー・ジョイフィット・コナミスポーツクラブなどにもプログラム単位で販売されている。一方でメガロスや東急スポーツオアシスなど導入したものの撤退したクラブもある。また近年はコナミスポーツクラブへの集中展開を行っていたこともあり他社で新規導入するクラブが減少している。民間のスポーツクラブ以外に自治体が運営しコナミスポーツ&ライフが指定管理者になっている公共の体育施設でも実施されている。日本では約500のスポーツクラブで採用され約34万人の愛好者がいるとしている。
2016年8月31日をもって、レズミルズ・インターナショナル社は株式会社コナミスポーツクラブとのレズミルズ日本国内総代理店契約を終了した。

## 特徴
レズミルズプログラムは、インストラクターのオリジナルプログラムではなく、予め音楽と動作が決められたプレコリオプログラム（英: Pre-choreographed Program）である。各アイテムのコリオや音楽は3か月ごとに（年4回）レズミルズインターナショナルよりリリースされる。エアロビクスインストラクターの他に医師や理学療法士や運動生理学者などのコリオグラファーが担当し運動理論にかなったものになっている。こうしてプログラムは定期的にリニューアルされ、世界共通の品質基準を維持している。レズミルズインストラクターはリリースごとにワークショップに参加しレパートリーを増やしていく。プログラムをパッケージ化、マニュアル化することによって様々なメリットがある。レズミルズインストラクターは選曲やコリオ作成の負担から開放され、また導入施設にとってはインストラクターを比較的容易に育成でき、かつアルバイトを含む自社スタッフを活用できるので、専門インストラクターをアウトソートするよりも安価に運営できる。内容は単純な動きが多く難度は低く、反復回数が多く運動強度は高く設定されていて、初心者から上級者まで老若男女が参加できる様に工夫されている。強度を下げるためのイージーオプションや、難度を上げるためのアドバンスドオプションがあり個人の体力に応じた調節ができる。音楽は曲長を調節したりアレンジを施した欧米やオセアニア地域の曲が多い。同一曲をアレンジを変えて異なるアイテムやリリースに使用することもある。クラスではひとつのリリースを曲順に通したり、様々なリリースを混成させミックスすることもある。

## 所要時間と構成

### 従来プログラム
- テック（10分 - 30分）
  - ラインナップ：ボディパンプ、ボディコンバット、ボディステップ、ボディアタック、ボディバランス、ボディジャム、RPM（使用例：ボディステップテック【プログラム名+テック】）。
  - プログラムの内容・効果を知るクラス。怪我を防ぎ、また正しい姿勢で運動を行うことで、より高い運動効果を得るために実施される。
- ショートショート（15分）
  - ラインナップ：ボディパンプ（使用例：ボディパンプショートショート【プログラム名+ショートショート】）。

ウォーミングアップ、スクワットかランジのどちらかを選択、チェストとバックのミックスの3曲で構成される。
- ショート（30分）
  - ラインナップ：ボディパンプ、ボディコンバット、ボディステップ、ボディアタック、ボディバランス、RPM、シバム、ボディジャム（使用例：ボディアタックショート、ボディアタック30【プログラム名+ショート、プログラム名+30】）。

レズミルズプログラムを初めて受講する初心者向けのプログラムで、マスタークラスから30分になるように曲を選んで行うクラスである。初心者向けではあるが、選ばれている曲はマスタークラスの中でもよりトレーニング効果の高い大筋群やPeakの曲なので上級者が参加しても十分に効果は期待できる。
2011年9月より、構成が大幅に変更される。店舗によっては2011年6月から順次、変更後の構成でのレッスンとなる（例：ボディアタック30(3D,HE)など）。
- 45（45分）
  - ラインナップ：ボディパンプ、ボディコンバット、ボディステップ、ボディアタック、ボディバランス、ボディジャム、シバム、RPM（使用例：ボディコンバット45【プログラム名+45】、ただしシバム、RPM、LES MILLS TONEなどの基本が45分クラスのものは通例「シバム45」とはせず「シバム」と表記される）。

ショートクラスが慣れてきた中級者向けのプログラムで、マスタークラスから45分になるように曲を選んで行うクラスである。ショートクラスがない場合は、初心者はこのクラスから受けることが多いので、初心者・中級者対象となるプログラムもある（例：ボディコンバット）。
- マスター（60分/55分）
  - ラインナップ：ボディパンプ、ボディコンバット、ボディステップ、ボディアタック、ボディバランス、ボディジャム、RPM、 LES MILLS TONE（使用例：ボディバランス【プログラム名】。ボディバランスマスター【プログラム名+マスター】とするところもある）。
  - 各プログラムのすべての曲を行うクラスである。マスタークラス自体は55分を目安に構成されているため、イベントなどでは「55分」と表記されることもあるが、国内のスポーツクラブでレッスンする際には通常、「60分」クラスとして設置される。
  - RPM、LES MILLS TONEは通常45分であるが、マスタークラスとして行われることもある。

なお最近ではテッククラス以外では「クラス名＋時間」の表記が一般的になっている。

### LES MILLS SPRINT、LES MILLS GRITシリーズ（HIITプログラム）
- 30分
  - ラインナップ：SPRINT、LES MILLS GRIT Strength、LES MILLS GRIT Athletic、LES MILLS GRIT Cardio

HIITプログラムのため、従来のレズミルズ・プログラムよりも短い時間設定となっている。

### LES MILLS CORE、LES MILLS BARRE
- 30分

### THE TRIP
- 40分

## 各プログラムの内容
- ボディパンプ（BODYPUMP）
  - 軽量バーベルを用いたプログラムであり、全身の筋肉を系統的に鍛えられるのが特徴である。

軽量と言ってもウェイト（最大60kgまで）を4～5分連続して動かすトレーニングのため、身体的に無理のない重量を使いながらも十分な効果がある。
マスタークラスの場合、ウォーミングアップ、スクワット、大胸筋、背筋、上腕三頭筋、上腕二頭筋、ランジ、肩、腹筋、クールダウンの全10曲構成。
- ボディコンバット（BODYCOMBAT）
  - 格闘技の動きをベースにしたエアロビクスプログラムである。

主にキックボクシング、テコンドー、空手、ムエタイ、ボクシング、太極拳、カポエイラの動きが取り入れられている
マスタークラスの場合、ウォーミングアップ(上下)、コンバット1、パワー1、コンバット2、パワー2、コンバット3、ムエタイ、パワー3、筋力コンディショニング、クールダウンの全10曲構成。
コンバットトラックはパンチとキックを含めた動き、パワートラックはパンチのみで構成された動きである。
- ボディステップ（BODYSTEP）
  - ステップ台を用いたエクササイズである。

段の高さを変えることで強度を調整出来るという利点がある。
振り付け（コリオ）はシンプルであるが、反復回数が多いため他のプログラムと同様に強度が高い。
マスタークラスの場合、ウォームアップ、ステップウォームアップ、ステップオリエンテーション、ステップアスレチック、ミクストストレングス、パワーピーク、ステップリカバリ、パーティステップ、スピードステップ、ピーク、リカバリ、クールダウンの全12曲構成
ドイツ・オーストリアでは商標上の関係でLMIステップと称されている
- ボディアタック（BODYATTACK）
  - 通常のエアロビクスに最も近い内容である。しかしハイレッグキックのような、最近のエアロビクスではあまり使われない動きも多い。  振り付け（コリオ）はシンプルで、ハイインパクトエアロビクス。
- ボディバランス（BODYBALANCE）（旧名称：ボディヒーリング）
  - ヨガ、太極拳、ピラティスなどをベースとした静的プログラムである。

バランス能力や基礎筋力の強化に向いている。
他のプログラムと違い心肺機能が高くない高齢者にも向いている。
2013年8月まで日本で使われていた「ボディヒーリング」は日本独自の呼称であり、9月より「Les Mills International」で使用している名称である「ボディバランス」に統一された。またアメリカでは「ボディフロー」と呼ばれている。いずれも商標等の関係のため。[1]。
マスタークラスの場合、タイチーウォームアップ、サンサルテーション、スタンディングストレングス、バランス、ヒップオープナーズ、コアアブドミナル、コアバック、ツイスト、フォワードベンド・ハムストリングス、リラクゼーション、メディテーションの全11曲構成。
- RPM（アール・ピー・エム）（旧名称：ボディバイク）
  - 固定式自転車を使用したプログラム。

音楽に合わせて、テンポ、負荷、姿勢を変えながら自転車をこぎ続けるプログラム。
採用している店舗が少なく、有料プログラムであることが多い。
2013年8月まで日本では商標等の関係のため「ボディバイク」と呼ばれていたが、9月より「Les Mills International」で使用している名称である「RPM」に統一された。[1]。
- ボディジャム（BODYJAM）
  - 音楽に合わせてダンスの動きをベースにしたエクササイズプログラム。

左右対称の動きが中心のほかのプログラムと違い左右異なる動きがあり、振り付けの難度が高い。
2009年6月より、難易度に応じて2種類に分割され、従来の難易度のクラスを「ボディジャム+」、難易度を少し下げたクラスを「ボディジャム」と呼称するようになっている。
- LES MILLS TONE（レズミルズ　トーン）（旧名称：ボディバイブ）
  - 専用のボール、チューブを使用したローインパクトエアロビクス。

運動強度は3種類のチューブおよびチューブの長さで決まり、レッスン中でも長さを変えることにより自由に強度変更ができる。
女性や高齢者にも適している。
マスタークラスでは、ウォームアップ、コネクト＆ゴー、ダンスカーディオ、インタラクティブカーディオ、フィットネスカーディオ、
大極＆ヨガ、バランス、二頭筋・肩のトレーニング、下半身トレーニング、腹筋、背筋、クールダウンの12曲構成である。
日本には2008年4月より導入。（ただし、一部では3月より導入）
2017年12月リリース分から「ボディバイブ」から「LES MILLS TONE」に名称変更し、プログラムナンバーが1からにリセットされた。
- シバム（SH'BAM）
  - 2010年に開発された、ダンス系のプログラム。ボディジャムよりも難易度を抑えている。

マスタークラスが1クラス45分構成で、従来のレズミルズプログラムと異なる。また、「ボディ～」という名称でないのも特徴。
日本では2011年3月から導入。
- LES MILLS CORE（レズミルズ　コア）（旧名称：CXWORX）
  - 2010年末に開発されたローインパクト筋力トレーニングプログラム、1クラス30分構成。

日本では2011年第4四半期に導入。
2021年3月リリース分から「CXWORX」から「LES MILLS CORE」に名称変更した。
- LES MILLS BARRE（レズミルズ　バー）
  - クラシカル・バレエに現代音楽を取り入れたプログラムで、有酸素運動と筋力トレーニングの要素を含んでいる。

1クラス30分構成。
- THE TRIP（ザ　トリップ）
  - 固定式自転車を使用したVRサイクルプログラム。

スタジオ前面のスクリーンに表示される映像と音楽に合わせて、テンポ、負荷、姿勢を変えながら
自転車をこぎ続けるプログラム。1クラス40分構成。
日本では2017年3月から導入。
- LES MILLS SPRINT（レズミルズ　スプリント）
  - 固定式自転車を使用したHIITプログラム、1クラス30分構成。

日本では2017年3月から導入。
- LES MILLS GRIT Strength（レズミルズ　グリット　ストレングス）
  - バーベルやプレート、自重を使った筋力トレーニングのHIITプログラム、1クラス30分構成。
- LES MILLS GRIT Athletic（レズミルズ　グリット　アスレティック）（旧名称：LES MILLS GRIT Plyo）
  - ステップ台を使ったHIITプログラム、1クラス30分構成。
- LES MILLS GRIT Cardio（レズミルズ　グリット　カーディオ）
  - 自重を使った有酸素運動のHIITプログラム、1クラス30分構成。

## ライセンス制度
レズミルズのインストラクターはそれぞれのアイテム毎に２日間のイニシャルモジュールトレーニング（IMT）と言う研修を受けて仮認定および本認定ライセンス試験に合格しなければならない。イニシャルモジュールトレーニング実施2週間前にプログラム毎に指定される1トラックのプレゼンテーショントラックが割り当てられる（イニシャルモジュールトレーニングまでに指導方法含めて振り付けを完璧に覚えておく必要あり）。イニシャルモジュールトレーニングでは、プログラム毎の特徴や振り付け（コリオグラフィティー）や動き方（テクニック）や指導方法（コーチング）等を担当トレーナーから受講する（研修2日目にプレゼンテーションを行う）。受講後５日以内に仮認定用のビデオ（プレゼンテーショントラック）を撮影して担当トレーナーに提出する（初回審査は提出後3日後に合否発表）。合格すると仮認定となりクラスを担当する。不合格の場合は30日以内に再度撮影しレズミルスジャパンに提出する。（提出後1週間後に合否発表、2回まで）。その後レッスン風景を録画したビデオをレズミルスジャパンに提出し審査に合格すれば本認定となり、バックナンバー（8リリースまで）やニューリリースの配信手続きが可能となる。不合格の場合60日以内に再度撮影する（3回まで）。仮認定合格後3回以内に本認定が取得できない場合、ライセンスが失効する。2012年12月以前はヒーリング・バイク・バイブ・ジャムを除くアイテムは仮認定ではマスタークラスを担当することが出来なかった。このため単独ではショートクラスを担当しマスタークラスはライセンス取得者と複数で担当することもあった。インストラクターがさらに研鑽を積み、インストラクターを指導する立場になった者を「トレーナー(TR)」、トレーナーを指導する立場にまで到達すると「ヘッドトレーナー(HT)」、「マスタートレーナー(MT)」と呼ばれる。MTについては本国ニュージーランドでの認定が必要。

## ワークショップ
インストラクター向けの研修である。
レズミルズプログラムのインストラクターはツールを使用し（スタジオでは音源）レッスンを行う
各アイテムのコリオや音楽はナンバリングされているが、3ヶ月ごとに（年4回）レズミルズインターナショナルより新しいものがリリースされる。
それに対しトレーナー以上の権限のあるものが(※)インストラクターに対しワークショップ（以後WS）を開催する事ができる。
インストラクターはWS会場や通販でツールを購入する事ができ、ワークショップに参加した#についてスタジオでレッスンが可能となる。
かつてはこのWSに参加してなければその#についてレッスン使用不可能であり、古参インストラクターの退社によるスタジオでのオールドナンバーの消滅について
バックナンバーWS開催により解決を試みたが2012年よりこのルールは改定され、インストラクターはWS参加なくツール購入によりライセンス更新
及び該当#のスタジオレッスン使用が可能となった。
また同ルール改定により所属店舗所有ツールを所属店舗インストラクター全員がスタジオ使用可能になった
※トレーナー以上の権限のものはもともとWS開催・レッスン使用にWS受講不要

## ツールと日本独自仕様について
レッスン用のツールと呼ばれる映像媒体、音源媒体、コリオシートについて
BPとBCのみ一時期は日本で独自に撮影したグローバル版と異なる映像媒体（当時はVHS）が配布されていた。
BPは27から42、BCは6から12が日本独自撮影版となる。
またその後もVHSでの配布からDVD配布に切り替わるBC22までの間はBGMのボーカル部分が消されたものと差し替えられていた。
音源媒体についてはBP30を機にカセットテープからCD媒体に切り替わった。
コリオシートについてはA4サイズの日本語訳冊子が配布されていたが、（*未確認）にDVDケース内付属の冊子に切り替わった。
現在はスマートフォンやタブレットにLESMILLSreleaseアプリをインストールして、インストラクターアカウントを用いてログインすると音源やコリオシート等を確認する事が出来る。
パソコンでは、デジタルキットポータルサイトにて、インストラクターアカウントを用いてログインすると確認する事が出来る。
ツールの所有権はインストラクター個人ではなく所属店舗にあり2012年まで後述のワークショップに参加したインストラクターしか
レッスン使用が出来なかったがルール改定され所属店舗にあるツールはどのインストラクターでもレッスン使用可能となった。

## イベントとツアー
店舗によってはトレーナーなど他店舗を含む複数のインストラクターが参加したり、内容を75 - 90分構成にしたイベントを開催することがある。通常クラスとは異なり内容は様々で、予約や追加料金が必要なものが多く、開催店舗所属会員しか参加できないものなど参加資格が必要な場合もある。Tシャツやタオルなどオリジナルグッズの参加者特典があったり販売が行われることもある。これ以外に3か月毎のコリオ更新時期にリリースされた曲を通して行う新曲発表会がある。また過去にはレズミルズジャパンツアーを開催していた。レズミルズ・インターナショナルのスタッフやディレクターが来日しレッスンを行った。また所属や会員に関係なく16歳以上なら誰でも参加できた。2000年に始まり2002年までは年1回、2003年は年4回、2004年以降は5月と11月の開催で2011年まで毎年行われていた。
地区合同イベント（以下はコナミスポーツクラブの事例）
- 東京支社（東京） - 「RAVE@Tokyo」
- 京葉支社（千葉・都内東部） - 「LEGEND OF CHIBA」「ROAD TO STUDIO MASTER THE FINAL」
- 首都圏支社（神奈川・都内南部） - 「La Fiesta」　（2011年神奈川西部は「Lespada」）
- 北関東支社（埼玉・北関東） - 「ONE TRIBE」
- 中部支社（中部） - 「MEGA FUSION」
- 大阪支社・京阪支社（京阪） - 「CHALLENGE」「コナミスポーツクラブ レスミルズ&コリオミックスイベントin大阪（通称:『猛者』）」
- 九州支社（九州） - 「No Limit」